# 药石科技
南京药石科技股份有限公司（深交所：300725，英文：Pharmablock Sciences (Nanjing), Inc.，简称药石科技），是中国深圳证券交易所的一家上市公司，主要从事药物分子砌块的设计、合成和销售以及为药物研发企业提供相关的技术服务。
公司前身是由香港药本于2006年12月设立的药石有限，为香港独资企业。
2014年12月，经过股权转让，公司由外商投资企业变更为内资企业。
2015年12月，药石有限整体变更为股份公司。
2016年6月，公司获批在新三板挂牌上市（证券简称：药石科技，证券代码：837311）。
2017年11月10日，在深圳证券交易所创业板挂牌上市。